# Grahamina
Grahamina is een geslacht van straalvinnige vissen uit de familie van de drievinslijmvissen (Tripterygiidae).